# Egységes Európai Játékinformációs Rendszer
Az Egységes Európai Játékinformációs Rendszer, azaz a PEGI (Pan European Game Information) egy elektronikus játékokhoz használt korhatár és tartalom besorolási rendszer Európában. A rendszert az Interactive Software Federation of Europe (ISFE) fejlesztette ki. Célja a kiskorú játékosok védelme az életkoruknak nem megfelelő tartalmat hordozó elektronikus játékoktól. A rendszer 2003 áprilisában került bevezetésre és 29 országban tekintik irányadónak. A játékfejlesztők önkéntes alapon csatlakozhatnak a rendszerhez.
A PEGI 11 000-nél többet osztályozott játékokból 2003-tól 2009-ig, a játékok 50 százaléka számítottak vagy 3+ korkategóriába, 10 százalék 7+, 24 százalék 12+, 12 százalék 16+ és csak 4 százalék 18+.

## Életkor szerinti besorolás
A besorolás a legtöbb országban nem kötelező érvényű, a játékfejlesztők szabadon csatlakozhatnak a rendszerhez. Az életkor szerinti besorolás a vásárlókra nézve sem tiltó erejű, pusztán a szülőknek kíván releváns útmutatást nyújtani.
| Ország                 | 3+ | 7+ | 12+ | 16+ | 18+ |
| ---------------------- | -- | -- | --- | --- | --- |
| Általánosan elfogadott |    |    |     |     |     |
| Portugália             |    |    |     |     |     |

## Szülői felügyelet ajánlott
A PEGI az életkor szerinti besorolásokon kívül egy felkiáltójellel jelölt, „szülői felügyelet ajánlott” nevű besorolást is működtet. Ezek a tartalmak minden korosztály számára elérhetők, de 18 év alatt ajánlott szülő által felügyelni a tevékenységet a programon belül. Ilyen például a Facebook, az Instagram vagy a Twitter. A társkereső oldalakra (például Tinder) ezek nem vonatkoznak, ott a PEGI 18-as besorolást alkalmazzák.

## Tartalom szerinti besorolás
A játékok tartalmát tekintve a PEGI kilenc tényezőre hívja fel a szülők figyelmét.
| Ikon | Tartalmi vonatkozás | Aktív évek | Példák | Életkori besorolás |
| ---- | ------------------- | ---------- | --- | ------------------ |
|      | Durva beszéd        | 2003–      | Grand Theft Auto, Fallout 2, The Warriors, Killer 7, Transformers                                                                                                   |                    |
|      | Diszkrimináció      | 2003–      | Postal 2: Share the Pain, Postal 2: Apocalypse Weekend, SWAT: Target Liberty, Original War                                                                          |                    |
|      | Kábítószerek        | 2003–      | Grand Theft Auto, Fallout 2, Deus Ex: Invisible War, The Warriors, NARC                                                                                             |                    |
|      | Félelem/Horror      | 2003–      | NiGHTS: Journey of Dreams, Silent Debuggers, a Silent Hill és Resident Evil játékok, Minecraft                                                                      | (Csak a félelem)   |
|      | Szerencsejáték      | 2003–      | 42 All-Time Classics, Fallout 2, God Hand, Street Hoops, Grand Theft Auto: San Andreas                                                                              |                    |
|      | Szex                | 2003–      | Singles: Flirt Up Your Life, Leisure Suit Larry, Fallout 2, Playboy: The Mansion, BMX XXX, God of War, The Sopranos: Road to Respect, The Sims 3                    |                    |
|      | Erőszak             | 2003–      | Grand Theft Auto, Fallout 2, Doom 3, Resistance: Fall of Man, Max Payne 2, Mortal Kombat, God of War, The Club, Counter-Strike: Source, Devil May Cry 4, The Sims 2 |                    |
|      | Belső vásárlás      | 2018–      | Fortnite, Valorant |                    |
|      | Online              | 2003–2015  | Grand Theft Auto, Minecraft, World of Tanks |                    |